# Breme
Breme es una localidad y comune italiana de la provincia de Pavía, región de Lombardía, con 881 habitantes.

## Historia
Villa perteneciente al Ducado de Milán, los franceses la ocuparon en 1636 siendo recuperada por Diego Mexía Felípez de Guzmán en marzo de 1638, permaneciendo en poder del ducado español hasta su anexión a Saboya en 1707.

## Evolución demográfica
| Gráfica de evolución demográfica de Breme entre 1861 y 2010 |
|                                                             |
| Fuente ISTAT - elaboración gráfica de Wikipedia             |